# ベンジリデン

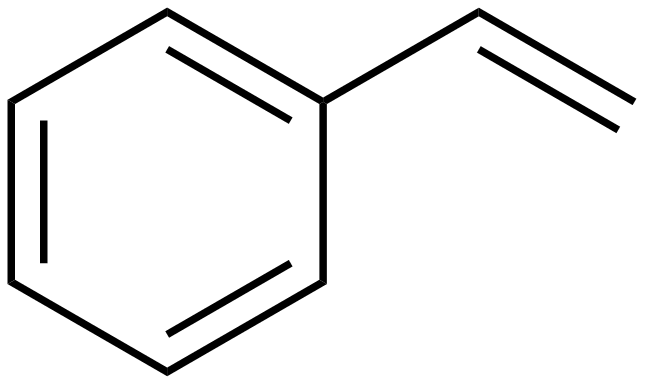
スチレン

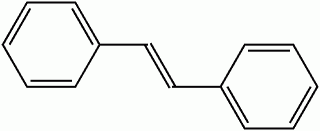
スチルベン

ベンジリデン（英: benzylidene）は、ベンゼンのアルケン誘導体である。
主に次の2つのグループに分けられる。
- スチレン - ベンゼン環が一つ
- スチルベン - ベンゼン環が二つ

ベンジリデンは有機合成化学ではPhCH(R)2と表され、保護基として用いられる。例えば、4,6-O-ベンジリデン-グルコピラノースは4-および6-OH基がベンジリデン炭素で保護され、ベンジルアセタールを作っている。